# Santissima Trinità degli Spagnoli
Crkva Santissima Trinità degli Spagnoli vjerska je građevina u Napulju, Italija, koja se nalazi na istoimenom trgu.
Građevina je prvi put sagrađena 1573. godine i ustupljena je španjolskim stanovnicima Quartieri Spagnoli, a kasnije je prešla na Red Santissima Trinità della Redenzione dei Cattivi, red posvećen otkupu zarobljenika držanih u muslimanskim zemljama. Taj je red uveo papa Inocent III.. Crkvu su dogradili i iznutra uredili trinitarci 1788. godine. Trijem je iz sredine 17. stoljeća.
Crkva i samostan bili su ukinuti za vrijeme Napoleonove okupacije. U to je vrijeme opljačkana oltarna pala Santissima Trinità con la Madonna del Rimedio iz sedamnaestog stoljeća.

## Vanjske poveznice
|  | Zajednički poslužitelj ima još gradiva o temi Santissima Trinità degli Spagnoli |